# Jean-François Bernard
Jean-François Bernard (Luzy, 2 maggio 1962) è un ex ciclista su strada e dirigente sportivo francese.
Professionista dal 1984 al 1996, vinse quattro tappe al Giro d'Italia, tre al Tour de France e una alla Vuelta a España.

## Biografia
È padre del ciclista Julien Bernard.

## Carriera
Divenne professionista nel 1984, ingaggiato dalla neonata La Vie Claire, la squadra capitanata da Bernard Hinault. Dopo esser stato gregario di Hinault e di Greg LeMond fino al 1986, gareggiò al Tour de France 1987 come capitano della squadra data l'assenza di LeMond (Hinault si era intanto ritirato dalle corse). In quella Grande Boucle vinse due tappe, entrambe a cronometro, indossò la maglia gialla al termine della cronometro del Mont Ventoux e concluse la corsa al terzo posto assoluto, dietro a Stephen Roche e Pedro Delgado. Nel 1987 vinse anche una frazione al Giro d'Italia e il Giro dell'Emilia.
Al Giro d'Italia dell'anno seguente conquistò tre tappe e indossò la maglia rosa nei primi tre giorni di gara, ma cadde in un tunnel scarsamente illuminato mentre era in lizza per la vittoria finale e fu costretto al ritiro. Nella caduta si infortunò seriamente alla schiena. L'anno successivo fu colpito da una fibrosi al ginocchio sinistro e dovette sottoporsi a un intervento chirurgico, restando fermo per alcuni mesi. Nel 1990 vinse una frazione alla Vuelta a España, in estate però una piaga da sella e un'altra operazione lo costrinsero a rinunciare al Tour de France. Anche a causa dei problemi fisici non riuscì a confermare quelle qualità che avevano spinto gli osservatori a considerarlo la massima promessa del ciclismo francese.
Nel gennaio 1991 lasciò la Toshiba (ex La Vie Claire) per trasferirsi, dopo aver firmato con un contratto biennale, alla Banesto di Delgado e Indurain, rinunciando alle sue ambizioni di leader per mettersi a disposizione dei due capitani. Divenne il luogotenente di Indurain durante gli anni del dominio dello spagnolo al Tour, ma riuscì comunque a ottenere qualche successo significativo, come quello nella classifica finale della Parigi-Nizza 1992.
Concluse la carriera al termine del 1996, dopo una stagione alla Chazal-MBK e una all'Agrigel-La Creuse.

## Palmarès
- 1983 (dilettanti)

Campionati francesi, Prova in linea Dilettanti
Classifica generale Circuit de Saône et Loire
- 1985 (La Via Claire, due vittorie)

2ª tappa Tour du Limousin (Brives-Charensac > Ussel)
5ª tappa, 1ª semitappa Tour de Suisse (Oberwil > Soletta)
- 1986 (La Via Claire, nove vittorie)

5ª tappa, 1ª semitappa Tour Méditerranéen (Hyères > Mont Faron, cronometro)
Classifica generale Tour Méditerranéen
Prologo Tour de Romandie (Lugano, cronometro)
5ª tappa, 2ª semitappa Tour de Romandie (Neuchâtel, cronometro)
Prologo Critérium du Dauphiné Libéré (Annecy, cronometro)
7ª tappa, 2ª semitappa Critérium du Dauphiné Libéré (Camarade > Nyons, cronometro)
Prologo Tour d'Armorique (cronometro)
15ª tappa Tour de France (Nîmes > Gap)
Coppa Sabatini
La Poly Normande
- 1987 (Toshiba, sei vittorie)

4ª tappa Parigi-Nizza (Miramas > Mont Faron, cronometro)
Grand Prix de la Ville de Rennes
19ª tappa Giro d'Italia (Trescore > Madesimo)
17ª tappa Tour de France (Carpentras > Mont Ventoux, cronometro)
23ª tappa Tour de France (Digione > Digione, cronometro)
Giro dell'Emilia
- 1988 (Toshiba, tre vittorie)

1ª tappa Giro d'Italia (Urbino, cronometro)
8ª tappa Giro d'Italia (Avezzano > Chianciano)
15ª tappa Giro d'Italia (Bormio > Merano)
- 1989 (Toshiba, una vittoria)

1ª tappa Tour du Vaucluse (Entraigues-sur-la-Sorgue > Vitrolles-en-Luberon)
- 1990 (Toshiba, tre vittorie)

8ª tappa, 2ª semitappa Parigi-Nizza (Nizza > Col d'Èze, cronometro)
15ª tappa Vuelta a España (Ezcaray > Valdezcaray, cronometro)
10ª tappa Herald Sun Tour (Barooga > Bright)
- 1991 (Banesto, una vittoria)

Circuit de l'Aulne
- 1992 (Banesto, otto vittorie)

7ª tappa, 2ª semitappa Parigi-Nizza (Nizza > Col d'Èze, cronometro)
Classifica generale Parigi-Nizza
Classifica generale Critérium International
4ª tappa, 1ª semitappa Circuit de la Sarthe (L'Evêque, cronometro)
Classifica generale Circuit de la Sarthe
4ª tappa, 2ª semitappa Tour du Limousin (Limoges, cronometro)
2ª tappa Volta Ciclista a Catalunya (Lleida > Calaf)
La Poly Normande
- 1993 (Banesto, tre vittorie)

4ª tappa Circuit de la Sarthe (Allonnes, cronometro)
Classifica generale Circuit de la Sarthe
2ª tappa Tour du Limousin (? > Tulle)

### Altri successi
- 1984 (dilettanti)

4ª tappa Tour de l'Avenir (Villefranche-de-Rouergue > Cransac, cronosquadre)
- 1986 (La Via Claire)

Criterium di Viré
- 1987 (Toshiba)

Classifica combinata Tour de France
Criterium di Callac
Criterium di Saussignac
Criterium di Angers
- 1991 (Banesto)

Ronde des Korrigans
- 1992 (Banesto)

Criterium di Saint-Martin-de-Landelles
Criterium di Saint-Chamond
GP de la Ville de Lourdes
Vouneuil-sous-Biard
- 1993 (Banesto)

Criterium di Riom
- 1994 (Banesto)

Criterium di Digione
- 1995 (Chazal)

Criterium di Monein
Criterium di Riom
Criterium di Saran

## Piazzamenti

### Grandi Giri
- Giro d'Italia

1987: 16º
1988: ritirato
1991: 14º
- Tour de France

1986: 12º
1987: 3º
1988: ritirato
1990: ritirato
1991: 14º
1992: 39º
1993: 49º
1994: 17º
1995: 34º
- Vuelta a España

1990: 59º
1993: ritirato
1995: ritirato

### Classiche monumento
- Milano-Sanremo

1986: 99º
1991: 77º
1992: 32º
1993: 63º
- Liegi-Bastogne-Liegi

1989: 93º
1990: 24º
1992: 3º
1993: 20º
- Giro di Lombardia

1986: 16º

### Competizioni mondiali
- Campionati del mondo

Giavera 1985 - In linea: ritirato
Colorado Springs 1986 - In linea: 46
Villach 1987 - In linea: 49
Stoccarda 1991 - In linea: 49º
Benidorm 1992 - In linea: ritirato
Oslo 1993 - In linea: 39º
- Giochi olimpici

Los Angeles 1984 - Cronosquadre: 4º